# DS 4S
La DS 4S è un'autovettura di segmento C prodotta dal 2015 al 2020 dalla casa automobilistica francese DS Automobiles per il solo mercato cinese tramite la joint venture Changan-PSA.

## Caratteristiche
La vettura è stata presentata il 20 novembre 2015 al Salone di Canton e la produzione è partita nel dicembre dello stesso anno nel nuovo stabilimento di Shenzhen realizzato dalla joint venture Changan-PSA.
Si tratta di una berlina a 2 volumi recante tutte le caratteristiche stilistiche delle vetture commercializzate in Cina con il marchio DS. Derivata dalla berlina DS 5LS la vettura possiede una carrozzeria di tipo hatchback a 5 porte e va a sostituire sul mercato cinese la precedente Citroën DS4 europea che veniva importata. Frontalmente è quindi presente la grande calandra esagonale a sviluppo orizzontale, nonché i tipici fari tagliati al centro dalle cosiddette DS Wings, ossia due appendici della calandra stessa che penetrano all'interno della sagoma dei fari e che rendono più particolare lo stile della parte anteriore della vettura. Molto elaborato ed aggressivo il disegno del paraurti anteriore dotato di luci supplementari a led e di faretti fendinebbia. 
Internamente la DS 4S è caratterizzata da finiture con rivestimenti in pelle; la plancia è la stessa della berlina DS 5LS.
Il pianale e meccanica della DS 4S sono direttamente derivati da quelli utilizzati dalle due generazioni della normale C4 (ovvero la piattaforma PF2): l'avantreno è di tipo pseudo-MacPherson ed il retrotreno a traversa deformabile, con molle elicoidali, ammortizzatori idraulici telescopici e barre antirollio sui due assi. L'impianto frenante prevede freni a disco autoventilanti all'avantreno e pieni al retrotreno, con ripartitore di frenata, ABS, ESP, controllo di trazione ed assistente alla frenata di emergenza.
La gamma motori prevede tre unità a benzina tutte sovralimentate: 
- 1.2 THP: motore tricilindrico EB2DTS da 1199 cm3 in grado di erogare fino a 136 CV;
- 1.6 THP: EP6FDT da 1598 cm3 con potenza massima pari a 165 CV;
- 1.8 THP: motore EP8FDT da 1751 cm3 e potenza massima di 204 CV.

In tutti e tre i casi, il cambio è del tipo automatico a 6 rapporti. Il pianale utilizzato è invece quello della vecchia Peugeot 308, condiviso con numerosi altri modelli del Gruppo PSA (come ad esempio DS 4, Peugeot RCZ, ecc).

### Carriera commerciale
La carriera commerciale della DS 4S ha conosciuto solo poche tappe significative: nell'ottobre del 2017 rimane in listino solo la motorizzazione di livello intermedio: le altre due vengono pensionate anzitempo. Nell'aprile del 2019, invece, quest'ultima motorizzazione viene portata a 177 CV. La produzione della DS 4S cessa nel corso del 2020.

### Tabella riepilogativa
Di seguito vengono riepilogate le caratteristiche relative alla gamma della DS 4S:
| DS 4S (2016-20) |                    |           |            |                                      |                |                |                       |                    |              |                     |                    |                       |
| Modello         | Anni di produzione | Motore    | Cilindrata | Alimentazione                        | Potenza CV/rpm | Coppia Nm/rpm  | Cambio/ N°rapporti    | Massa a vuoto (kg) | Velocità max | Acceler. 0–100 km/h | Consumo (l/100 km) | Emissioni CO2/ (g/km) |
| 4S THP 130      | 04/2016–10/2017    | EB2DTSM   | 1199       | Iniezione diretta + turbocompressore | 136/5500       | 230/ 1750-3500 | Automatico 6 rapporti | 1.421              | 195          | 10"7                | 5,6                | 133                   |
| 4S THP 160      | 04/2016–04/2019    | EP6FDT    | 1598       | Iniezione diretta + turbocompressore | 167/6000       | 240/ 1400-4000 | Automatico 6 rapporti | 1.472              | 207          | 9"6                 | 6,3                | 151                   |
| 4S THP 35       | 04/2019-2020       | EP6FADTXd | 1598       | Iniezione diretta + turbocompressore | 177/6000       | 260/ 2000-3500 | Automatico 6 rapporti | 1.505              | 212          | 8"9                 | 6,3                | -                     |
| 4S THP 200      | 04/2016-10/2017    | EP8FDT    | 1751       | Iniezione diretta + turbocompressore | 204/5500       | 280/ 1400-4000 | Automatico 6 rapporti | 1.512              | 230          | 8"5                 | 6,6                | 157                   |